# レオン・レルミット
レオン・オーギュスタン・レルミットまたはレオン・レルミット（Léon Augustin Lhermitte、Léon Lhermitte、1844年7月31日 - 1925年7月28日）は、フランスの「写実主義」の画家、版画家である。

## 略歴
エーヌ県のモン＝サン＝ペール(Mont-Saint-Père)で生まれた。教師であった父親は息子の絵の才能を見出し、画家になることを勧めた。1863年にパリに出て、デザイン専門学校(現在の国立高等装飾美術学校）でオラース・ルコック・ド・ボワボードランに学んだ。同時期の同校の学生にはアンリ・ファンタン＝ラトゥール(1836-1904)やオーギュスト・ロダン(1840-1917)がいて、彼らと友人になった。後にパリのエコール・デ・ボザールでも学んだ。
サロン・ド・パリには20歳になった1864年に素描が出展された。1869年にはロンドンを訪れ、ロンドンで働いていたアルフォンス・ルグロに出会い、ロンドンの画商に紹介され作品を売ることができた。1874年にサロンでメダルを受賞した。1879年には知り合いになっていたエドガー・ドガから第4回の印象派展に出展を求められるが参加することはなかった。この頃には画家としてよく知られるようになった。公的な依頼を受けて施設の装飾画も描き、1900年のパリ万国博覧会では展覧会の審査員を務めた。1910年にレジオンドヌール勲章（コマンドゥール）を受勲した。
「写実主義」の画家で、農民の生活をおもに描いた。
息子のジャン・レルミット、孫のフランソワ・レルミットは神経科医となり、俳優のティエリー・レルミットは曾孫である。

## 作品

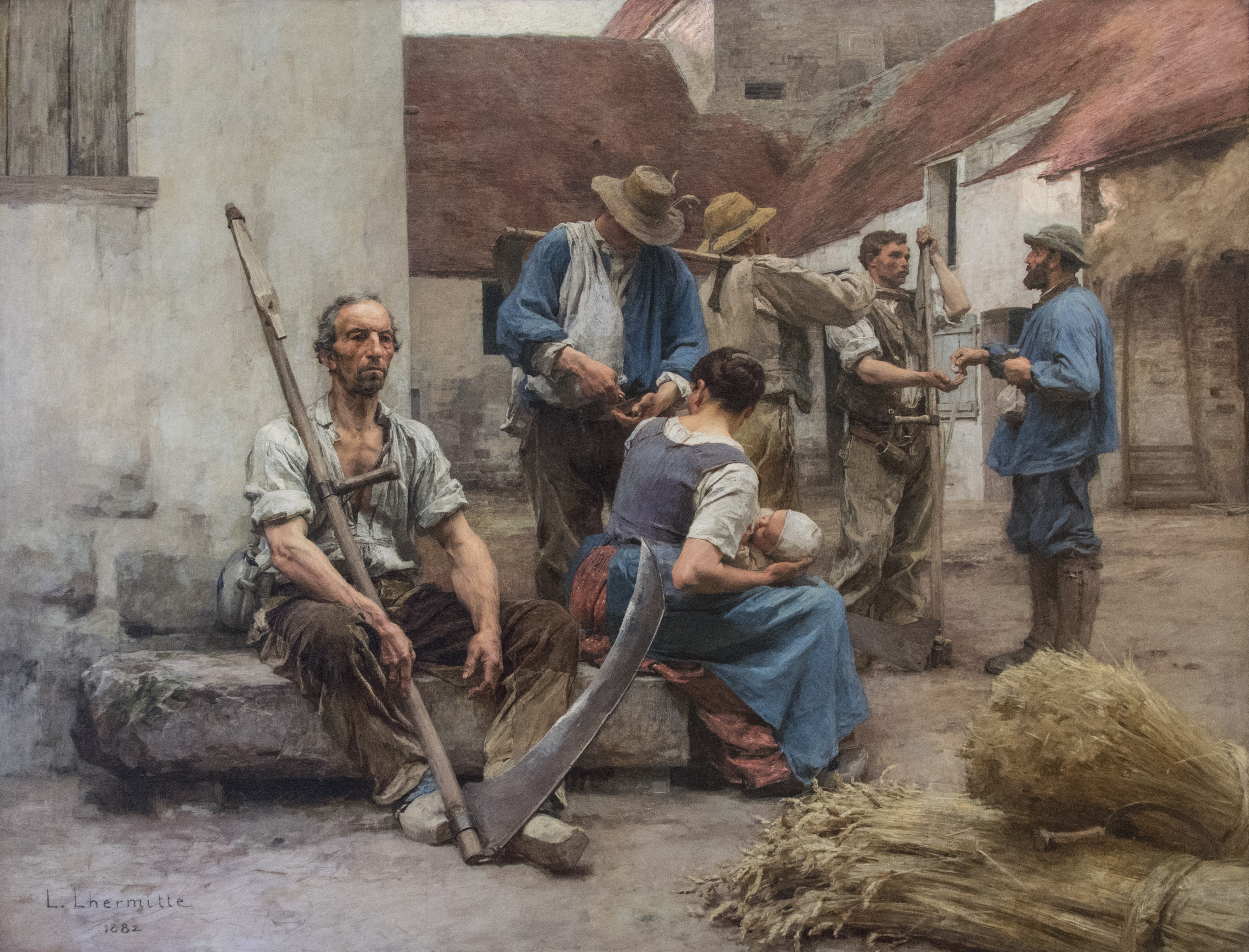
「刈取りの日当」(1882)
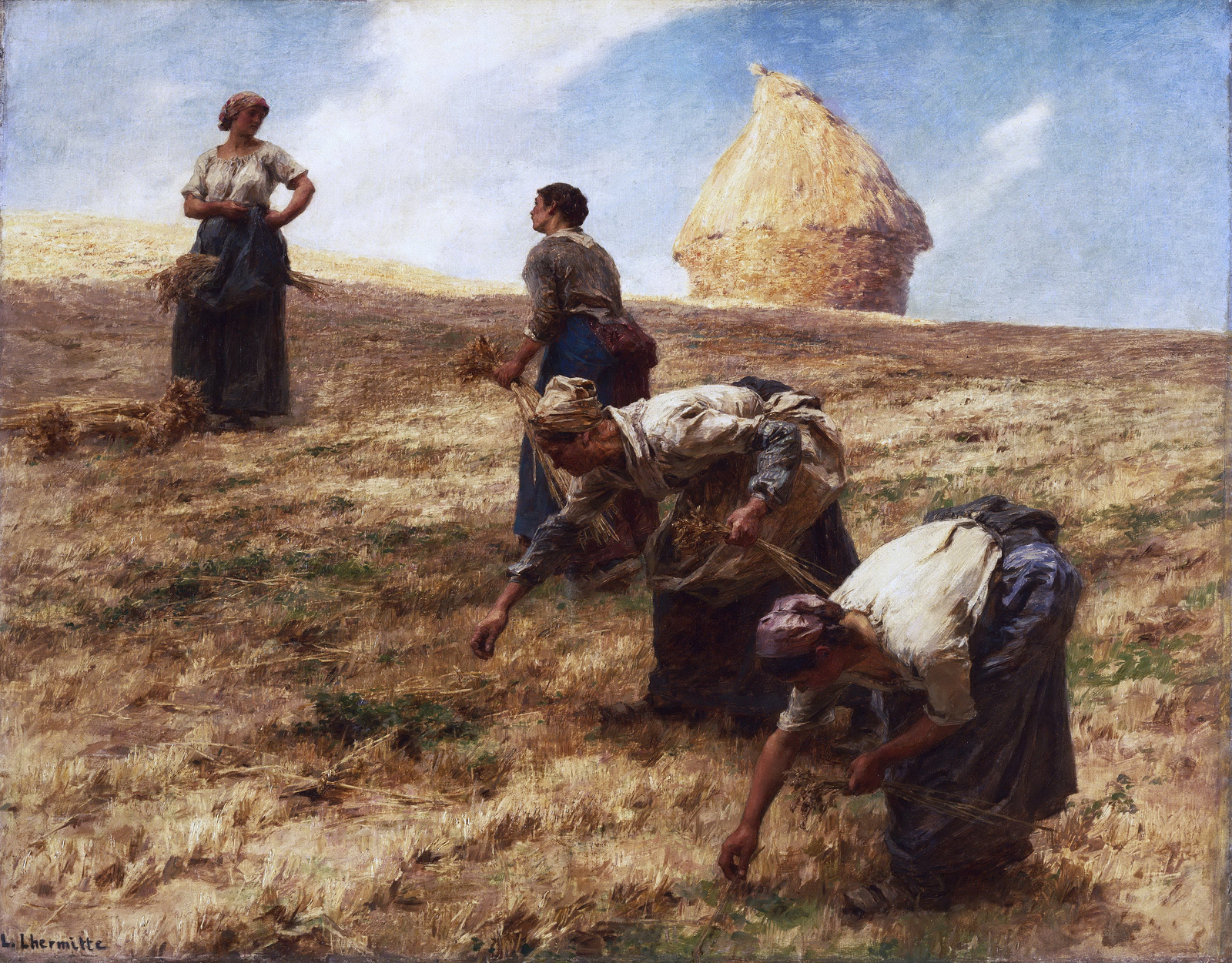
「落穂拾い」(1887)
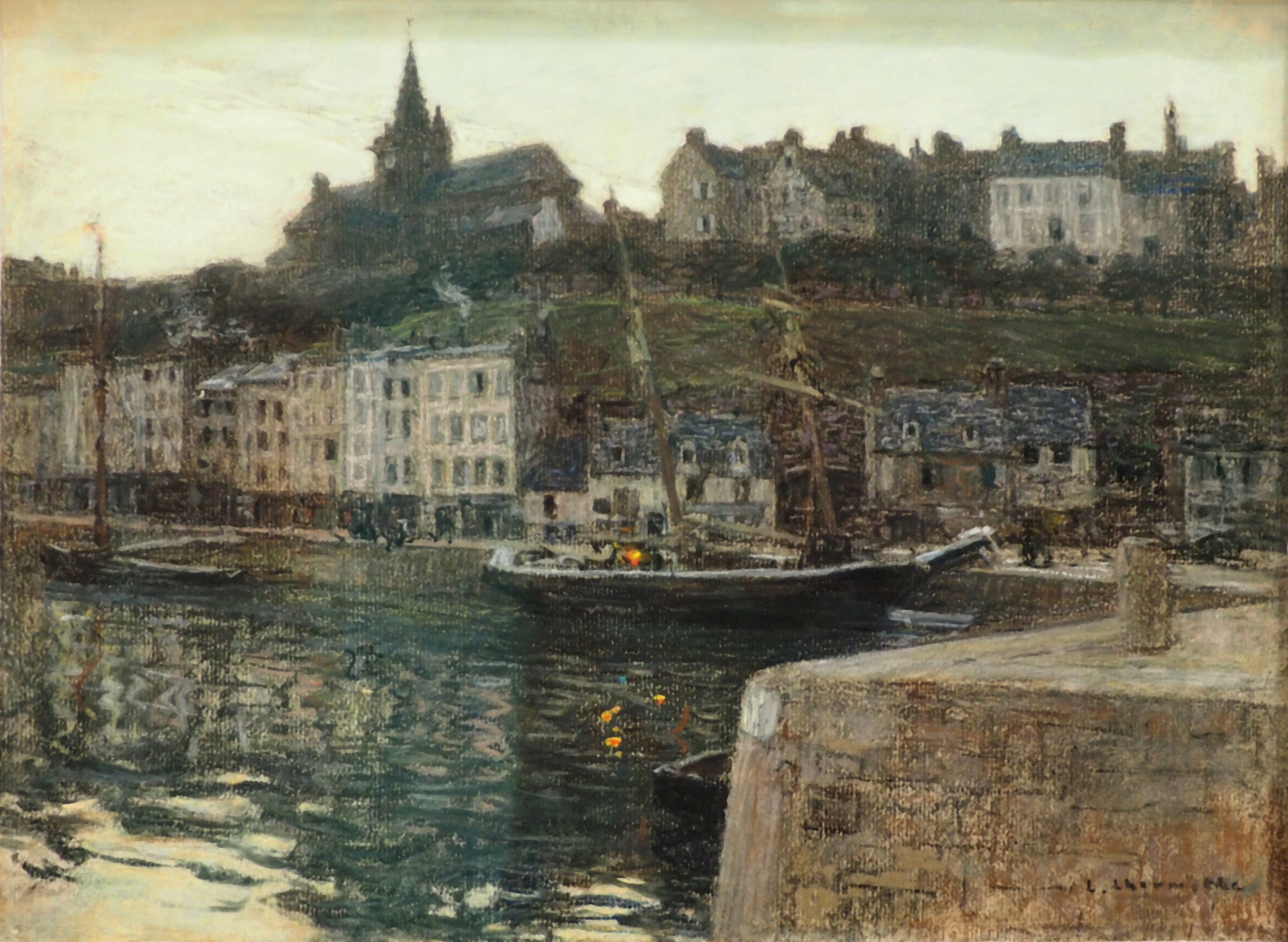
「夕方のグランビルの港」(1892)
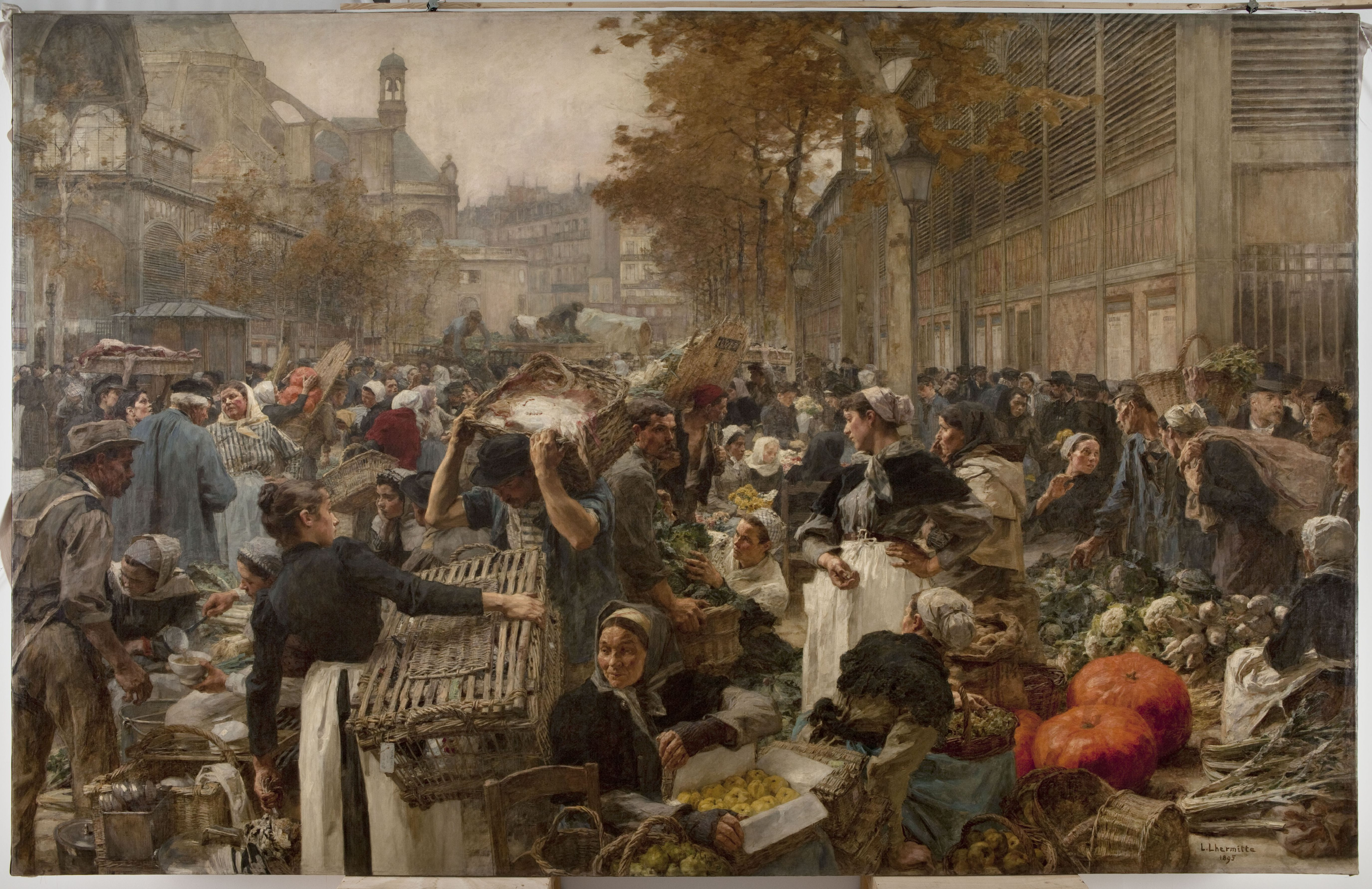
「レアールの市場」(1895)
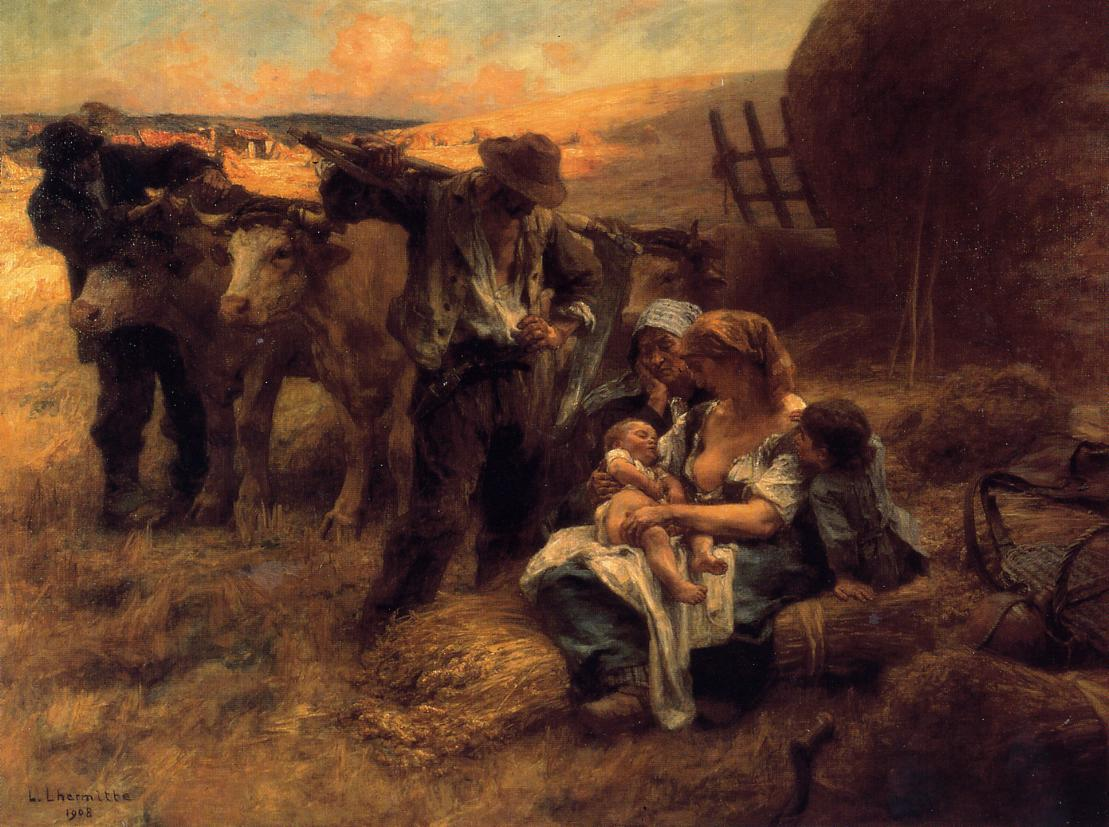
「家族」(1908)
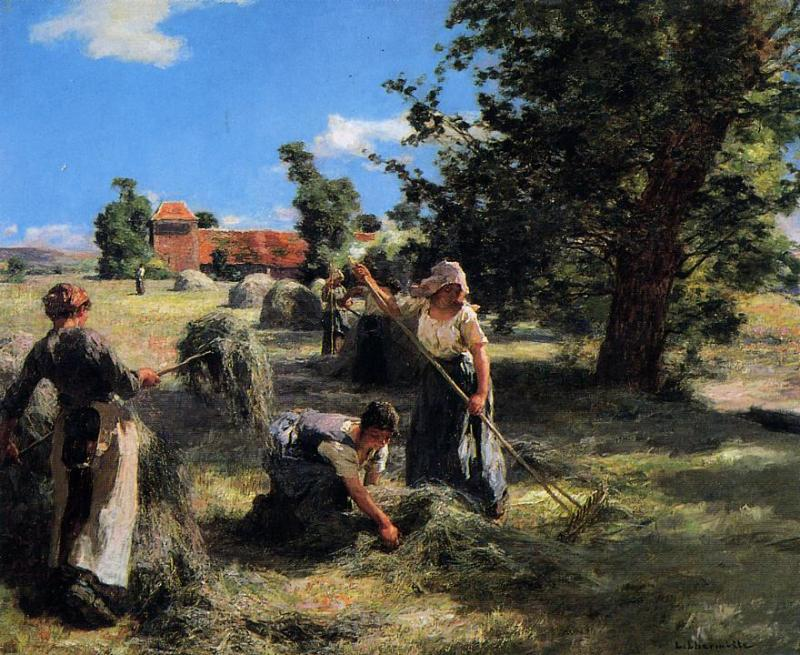
「収穫」